# Зимбабве на летних Олимпийских играх 2004
Зимбабве принимала участие в Летних Олимпийских играх 2004 года в Афинах (Греция) в седьмой раз за свою историю, и завоевала по одной медали каждого достоинства.

## Золото
- Плавание, женщины, 200 метров на спине — Кирсти Лей Ковентри.

## Серебро
- Плавание, женщины, 100 метров на спине — Кирсти Лей Ковентри.

## Бронза
- Плавание, женщины, 200 метров — Кирсти Лей Ковентри.